# Ceratina lativentris
Ceratina lativentris är en biart som beskrevs av Heinrich Friese 1905. Ceratina lativentris ingår i släktet märgbin, och familjen långtungebin. Inga underarter finns listade i Catalogue of Life.